# コンラッド・シュニッツラー

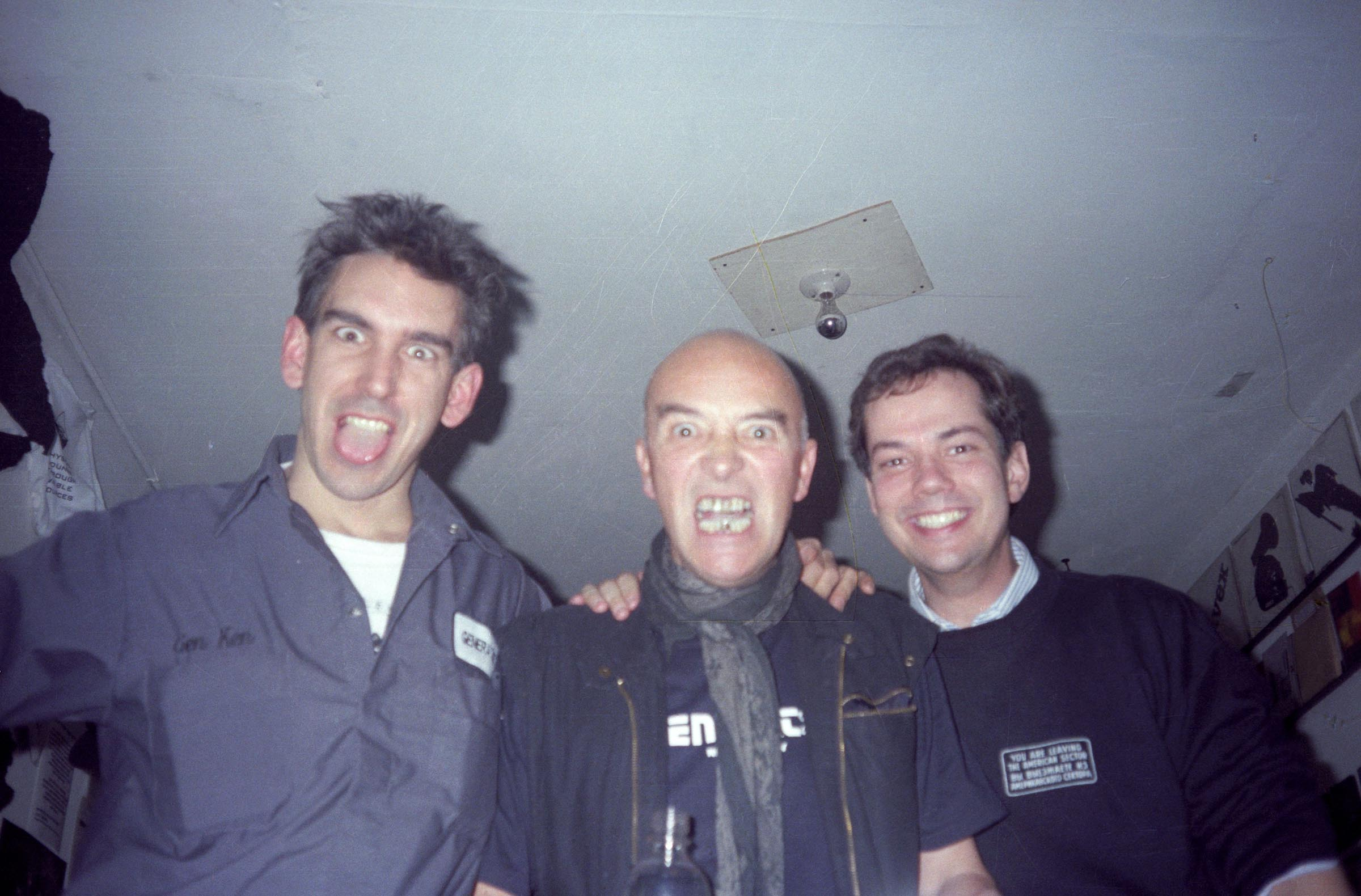
コンラッド・シュニッツラー

コンラッド・シュニッツラー（Conrad Schnitzler、コンラート・シュニッツラー、1937年3月17日 - 2011年8月4日）は、ドイツのアーティスト。

## 人物
デュッセルドルフ出身。誕生日については、本人は生前、インターネットに掲載しないよう要請していた。父親はオーケストラ奏者で、ときどき作曲をすることもあった。しかし、父親から音楽を教わることは一切なかったため影響は受けておらず、後々かえってそれがよかったと本人は回想している。
14歳のときにカールハインツ・シュトックハウゼンの電子音楽を初めて聞き、多大な影響を受けた。また、その他にもジョン・ケージなどから影響を受けた。
音楽や音響芸術が活動の中心となったのは1960年代にベルリンに移り住んでからのことだ。それ以前は彫刻や絵画（ドローイング）、写真などをやっていて、ファインアートの世界ではちょっと知られた存在だった。1961年にヨーゼフ・ボイスがデュッセルドルフ芸術アカデミーの彫刻科教授になったときに、クラスに入った最初の生徒となった逸話は、何かにつけて取り沙汰されている。しかし、在籍期間が短かったこともあって、影響を受けることはなかったとシュニッツラー本人は語った。
1969年に「Zodiak - Free Arts Lab」というクラブを数人の仲間と設立後、タンジェリン・ドリーム（1969年から1970年）とクラスター（1970年から1971年）といった西ドイツ（当時）・ベルリンの実験的なクラウトロックのグループの創始メンバーとなったが、それ以降はソロで活動を続ける。1972年にシンセサイザーEMS Synthi Aが発売されることを聞くと、わざわざイギリスまで渡り、購入した。（その際、クラフトワークの分と併せて2台運んだ逸話が残されている）。それ以降、電子音楽や電子音響の作品を制作しており、エレクトロニック・ミュージックの重要人物の一人だと言われている。生涯で、彼はソロ名義だけで実に1,500以上の作品を制作しているが、その多くが自主制作によるものである。その中には、先述の電子音響の他、前衛的な現代音楽やジャズ的要素を持つ電子音楽、インダストリアル、さらにテクノポップまでもが含まれる。
彼は、音楽家ではなく、インターメディア・ライフ・アーティストを自称している。他の多くの音楽家達と異なる点は、彫刻、絵画、グラフィック・デザイン、映像といった他のメディアで培った経験や手法を、音楽や音響作品にも応用している点である。また、パフォーマンスアートを行うこともあったが、こうした芸術活動の根底には、フルクサス運動からの影響がある。
映画『みえない雲』の監督などで知られるグレゴール・シュニッツラーは彼の息子である。
2011年8月4日、胃腸がんのため死去。74歳没。

## ディスコグラフィ
1970年
- 『エレクトロニック・メディテイション（瞑想の河に伏して）』 - Electronic Meditation ※タンジェリン・ドリーム
- 『クロップツァイヒェン』 - Klopfzeichen ※クラスター

1971年
- 『イースターエッグ』 - Zwei-Osterei ※クラスター
- 『シュヴァルツ(黒)』 - Schwarz ※クラスター名義の別名『Eruption』

1973年
- 『ロート』 - Rot
- Slowmotion

1974年
- 『ブラウ』 - Blau
- Work in Progress
- The Red Cassette
- The Black Cassette

1978年
- 『CON』 - Con

1980年
- Auf Dem Schwarzen Kanal ※EP
- 『コンシークエンツ』 - Consequenz ※with ヴォルフ・シークエンツァ
- Die wandelnde Klangwolke aus Berlin

1981年
- 『コンテンポラ』 - Contempora
- 『CON 3』 - Con 3
- 『コンラッド&ゾーン』 - Conrad & Sohn ※with グレゴール・シュニッツラー
- Conal
- 『コントロール』 - Control
- 『ゲルプ』 - Gelb ※『The Black Cassette』のLP再発
- 『グリュン』 - Grün
- 『コンテキスト』 - Context

1982年
- 『コンヴェックス』 - Convex
- The Russians Are Coming ※EP、with ピーター・バウマン
- Container

1983年
- Con 3.3.83

1984年
- 『'84』 - Con '84

1985年
- 『'85』 - Con '85

1986年
- 『コンサート』 - Concert
- 『コンシークエンツ2』 - Consequenz II ※with ヴォルフ・シークエンツァ
- Micon in Italia ※with Michael Otto
- Face on Radio ※with Wolfgang Hertz
- Con '86
- GenCon Productions ※with Gen Ken Montgomery
- Conversion Day

1987年
- 『コングラッチュレーション』 - Congratulacion
- Contrasts ※with Wolfgang Hertz
- Black Box 1987
- Contra-Terrene
- Conditions of the Gas Giant
- Deathcrush (Silvester Anfang intro) ※with メイヘム

1988年
- ConGen: New Dramatic Electronic Music ※with Gen Ken Montgomery
- CS 1 – CS 13: January 1988 – December 1988
- Concho ※with Michael Chocholak
- GenCon Dramatic (GenCon Live) ※with Gen Ken Montgomery

1989年
- Constellations
- CS 89/1 – CS 89/12: January 1989 – December 1989
- The Cassette Concert ※with Gen Ken Montgomery

1990年
- Kynak (Camma) ※with Giancarlo Toniutti
- CS 90/1 – CS 90/12: January 1990 – December 1990
- Confidential Tapes
- 00/001 – 00/004: Confidential Tapes

1991年
- Contempora 00/014 – 00/031

1992年
- Tolling Toggle ※with Jorg Thomasius
- Tonart Eins ※with Tonart
- 『バレット・スタティーク』 - Ballet Statique ※『Con』の再発盤
- Contempora 00/032 – 00/039

1993年
- Clock Face ※with Jorg Thomasius
- Tonart Zwei ※with Tonart
- Con Brio
- Contempora 00/040 – 00/044

1994年
- Blue Glow
- Con Repetizione
- Contempora 00/045 – 00/053

1995年
- Charred Machinery
- Electronegativity

1997年
- 00/106
- The Piano Works 1
- 00/44

1999年
- Construction
- 00/071: Piano
- 00/063: Piano
- Con/Solo/1
- 00/121: Piano
- 00/139: Concert
- Con/Solo/2
- Computer Jazz

2000年
- The 88 Game
- 5.5.85 (Concert)

2001年
- Conal2001
- Acon ※with Hans-Joachim Roedelius
- 00/142-8

2002年
- Con '72

2003年
- Live Action 1997
- Gold
- Contakt

2004年
- Con '72 Part II

2005年
- Mi.T.-Con 04 ※with Michael Thomas Roe

2006年
- 『ムーン・マミー』 - Moon Mummy ※with マット・ハワース
- 『ザグ-リシャープド・アンド・リモデルド』 - Zug ※with リカルド・ヴィラロボス、マックス・ローダーバウアー
- Aquatic Vine Music ※with Michael Thomas Roe
- 『コンヴィクション』 - Conviction
- 『CON 2+』 - Con 2+
- 『エレクトロコン』 - ElectroCon
- Klavierhelm
- Trigger Trilogy

2007年
- Mic + Con 07 ※with Michael Thomas Roe

2008年
- Kluster 2007 ※with Michael Thomas Roe、Masato Ooyama
- rare tracks 1979–1982 ※Dompteur Moonerによるリミックスを含む
- 20070709 ※with Bernhard Woestheinrich
- 『ヴィントフォーゲル』 - Windvogel
- 『改魂(カイコン)』 - Rektifikation

2009年
- Aquafit ※with Big Robot
- Kluster 2008: Three Olympic Cities Mix ※with Michael Thomas Roe、Masato Ooyama
- Horror Odyssee ※with Big Robot

2010年
- Kluster 2009: Three Voices ※with Michael Thomas Roe、Masato Ooyama

2011年
- Consequenz 010B ※with Wolfgang Seidel
- Kluster CMO 2010 ※with Michael Thomas Roe、Masato Ooyama
- Against The Grain ※with Håvard Tveito、Ole Christensen、Kjetil Manheim、Johannes Stockhausen Hektoen、Fredrik Owesen、Tord Litleskare、Nils Martin Haugfoss、Marius Håndlykken、Shawn Ytterland、Vigleik Skogerbø
- 『コン・ストラクト』 - Con-Struct ※with ボーングレイバー&ストゥルバー

2012年
- 『コン・ストラクト』 - Con-Struct ※with アンドレアス・ライーゼ
- 『エンドタイム』 - Endtime

2015年
- GEN CON Barbarella ※with Gen Ken Montgomery、Arvo Zylo、Mama Baer、Kommissar Hjuler
- GEN CON FLUX ※with Gen Ken Montgomery、Mama Baer、Kommissar Hjuler
- genconhjulachinsky ※with Gen Ken Montgomery、Steve Dalachinsky、Kommissar Hjuler